# ساحل ردوندو (آهنگ)
«ساحل ردوندو» (انگلیسی: Redondo Beach)، آهنگی از پتی اسمیت است. این اولین بار در آلبوم اسب اسمیت در سال ۱۹۷۵ منتشر شد و اعضای گروه ریچارد سول و لنی کی به عنوان نویسندگان همکار معرفی شدند. این اشعار در ابتدا به عنوان یک شعر در کتاب کداک اسمیت در سال ۱۹۷۲ با عنوان ساحل ردوندو منتشر شد.